# Tox Info Suisse
Tox Info Suisse (bis 2015: Schweizerische Toxikologische Informationszentrum) ist das Giftinformationszentrum der Schweiz, das die Notfallnummer 145 für Beratung bei Vergiftungen anbietet. Die Einrichtung ist als nicht-gewinnorientierte Stiftung organisiert.

## Geschichte
Die Initiative zur Gründung eines zentralen Giftinformationszentrums in der Schweiz ging in den 1960er‑Jahren von der Privatwirtschaft aus. Am 11. August 1965 wurde die Stiftung unter dem damaligen Namen Toxikologisches Informationszentrum des Schweiz. Apothekervereins von der Schweizerischen Apothekervereinigung (heute Pharmasuisse) in das Stiftungsregister eingetragen. Am 30. März 1966 wurde der offizielle Betrieb aufgenommen und das Zentrum am 25. Mai 1966 in Zürich eröffnet. Neben der Apothekervereinigung waren forensische Ärzte der Universität Zürich sowie die interkantonale Giftkommission an der Gründung beteiligt. 1967 kam die Schweizerische Gesellschaft für Chemische Industrie als Mitbegründer hinzu.
Anfangs wurde die Beratung mithilfe von Indexkarten, Literaturauszügen und einem Lochkartensystem organisiert. Während in den frühen Jahren noch etwa 2000 Anfragen jährlich verzeichnet wurden, stieg das Beratungsaufkommen im Laufe der Jahrzehnte kontinuierlich an. Beispielsweise wurden im Jahr 2015 rund 38'400 telefonische Beratungen registriert, was einem Durchschnitt von über 100 Anrufen pro Tag entspricht. Mit dem Wandel der Technik ging auch eine Modernisierung der Arbeitsabläufe einher: Die ehemals manuellen Dokumentationssysteme wurden sukzessive durch elektronische Datenbanken ersetzt. Im Jahr 2015 hat Tox Info Suisse zudem die digitalen Kommunikationskanäle ausgebaut, beispielsweise durch die Entwicklung einer eigenen App in Zusammenarbeit mit dem Bundesamt für Gesundheit.

## Organisation und Finanzierung
Tox Info Suisse operiert als private, nicht-gewinnorientierte Stiftung. Die Finanzierung erfolgt über Beiträge der beteiligten Gesundheitsinstitutionen sowie über Verträge mit staatlichen und privaten Organisationen. Zu den Trägern gehören Pharmasuisse, Scienceindustries und die Suva. Subventions- und Leistungsverträge bestehen mit den Kantonen, dem Bundesamt für Gesundheit, dem Bundesamt für wirtschaftliche Landesversorgung, Swissmedic, Verbindung der Schweizer Ärztinnen und Ärzte und dem Dachverband der öffentlichen und privaten Schweizer Spitäler H+.